# Acalolepta vastator
Acalolepta vastator es una especie de escarabajo del género Acalolepta, familia Cerambycidae. Fue descrita científicamente por Newman en 1847.
Se encuentra en todo el este de Australia, incluidos Tasmania y el sur de Australia, así como en partes del sur de Asia. El gobierno australiano reconoce esta especie como una plaga. Se alimenta de Vitis vinifera, Carica papaya y Ficus virens.
Acalolepta vastator es de color marrón grisáceo, mide alrededor de 21 mm de largo y está cubierto de pelos cortos que cubren el cuerpo. Las antenas miden alrededor de 1,5 veces la longitud del cuerpo. Esta especie tiene un ciclo de vida anual; los adultos son visibles entre octubre y marzo, mientras que las larvas viven dentro de los troncos de los árboles.
La historia de vida de esta especie ha sido bien estudiada debido a su actividad como plaga, por ejemplo, en las vides de Nueva Gales del Sur, Australia. Esta especie se ha convertido en una plaga tal para esta área que se están estudiando usos de control químico para manejar su impacto. Esta especie es un escarabajo barrenador, puede causar un daño importante al tronco de la vid al hacer un túnel a través del tronco y hacia las raíces, lo que provoca la muerte y la pérdida de cosechas.